# Дария Карапеткова
Дария Светлозарова Карапеткова е преводачка от италиански език, литературна критичка, доцент в Софийския университет „Св. Кл. Охридски“.

## Биография
Родена е на 13 февруари 1978 година в София. Магистър по италианска филология (Факултет по класически и нови филологии) и магистър по европейска интеграция във Философския факултет на Софийския университет „Св. Кл. Охридски“. Доцент е в катедра „Романистика“ на Софийския университет. Съръководител на магистърска програма „Преводач-редактор“ в университета и ръководител на Италианския модул в нея. Интересите ѝ са в областта на теорията и практиката на превода. Преподава превод от и на италиански, устен превод, теория и критика на превода.
Докторската ѝ дисертация, защитена през 2012 година, е на тема „Преводът – езикови и културни трансформации. Италия – България: литературният дискурс от Освобождението до края на 80-те години на XX век“.
Постоянен сътрудник е на „Литературен вестник“, вестник „Култура“, списание „Езиков свят“ (Orbis Linguarum), списание „Литературата“, вестник "Дневник". Автор на литературоведски и интердисциплинарни изследвания. Автор на рубриката и съставител на книгата "Моето софийско детство", "Литературен вестник", 2023 г.
Член на Съюза на преводачите в България.
Член на Експертния съвет към Националния център за книгата до 2020 г.
Един от директорите на Софийския международен литературен фестивал от 2022 г. насам. 
Член на Редакционния съвет на "Литературен вестник" и на Кулутурния съвет към Културния център на Софийския университет.  
Член на ПЕН-България.  

## Библиогафия
Авторски книги
- Монография „Ботуша в българската литературна мода“. С.: Сиела, 2012.[1]
- Монография „За превода“. С.: Колибри, 2016.[2]
- La letteratura italiana in Bulgaria. Traduzioni, mode, censura, Carocci editore, Roma, 2016.

Преводи
- Джузепе Модрич. „В България след Съединението“. С.: Сиела, 2009.
- Елена Феранте. „Дни на самота“. С.: Колибри, 2009.
- Изабела Теотоки Албрици. „Портрети“. Поредица „Европейски романтизъм“. С.: Алтера, 2009.
- Марино Бионди (съст.). Антология „Съвременни италиански разкази“. В. Търново: Фабер, 2011.
- Тициано Терцани. „Един гадател ми каза“. С.: Колибри, 2012. Второ издание - 2024 г.
- Бепе Севернини. „Стратегията Б.“ С.: Колибри, 2014.
- Джузепе дел Агата. „Българистични изследвания“. С.: УИ „Св. Климент Охридски“, 2014. (в колектив)
- Папа Франциск, „Името на Бог е милосърдие“, изд. „Сиела“, 2016.
- Джузепе Менарини, „България и бъдещето на славяните“, изд. „Колибри“, С., 2020.
- Умберто Еко, „Да кажеш почти същото. Опити в полето на превода“, изд. „Колибри“, С., 2021.[3][4]
- Даниеле Моварели, „Господин Вървими“, изд. „Ракета“, С., 2021.
- Елвира Семинара, „Разкази от фризьорския салон“, изд. „Колибри“, С., 2021.

## Награди
- Годишна награда на Съюза на преводачите в България в областта: Теория, история и критика на превода, 2013 г. – за „Ботуша в българската литературна мода“
- Награда за литературоведски дебют на Факултета по славянски филологии към СУ „Св. Кл. Охридски“ – за „Ботуша в българската литературна мода“
- Специална награда на Съюза на преводачите в България за 2016 г. за изключително високо постижение в областта на теорията, историята и критиката на превода за книгата „За PRЕВОДА“
- Орден „Звезда на Италия“, степен „Кавалер“ връчен през 2017 г., който се присъжда за особени заслуги в развитието на двустранните отношения и популяризирането на културата на Италия по света. Отличието се дава с решение на президента на Република Италия.
- Специална награда на Съюза на преводачите в България за 2021 г. за изключително високи постижения – за превода от италиански език на „Да кажеш почти същото“ от Умберто Еко, изд. „Колибри“
- Национална награда "Христо Г. Данов" в категорията "Представяне на българската книга" за 2024 г. като член на програмния екип, който реализира Софийския международен литературен фестивал